# Kaouther Adimi
Kaouther Adimi (Algeri, 1986) è una scrittrice algerina che ha scritto il suo primo romanzo L'Envers des autres. Da quell'anno vive a Parigi con qualche trasferta ad Algeri.

## Biografia
Kaouther Adimi è nata ad Algeri, dove ha vissuto fino all'età di quattro anni, prima che la sua famiglia si trasferisse a Grenoble per quattro anni. In questo periodo scopre il piacere della lettura con il padre, che ogni settimana la porta alla biblioteca comunale.
Nel 1994 è tornata in Algeria, che allora viveva sotto l'influenza del terrorismo. Avendo pochissime opportunità di leggere, iniziò a scrivere le sue storie.
Mentre studiava all'Università di Algeri, vide un manifesto dell'Institut français che organizzava un concorso per giovani scrittori a Muret, nell'Alta Garonna. Per due volte, i racconti che ha presentato alla giuria hanno ricevuto il "Premio Giovane Scrittore Francofono" (Le chuchotement des Anges nel 2006 e Pied de vierge nel 2008). Grazie a questo concorso, è stata invitata a Muret, quindi a Tolosa e poi a Parigi, dove ha incontrato i responsabili delle Éditions Barzakh.

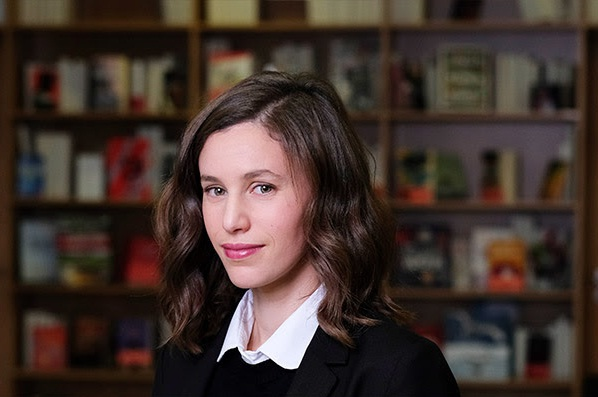
Kaouther Adimi alla sede delle Éditions du Seuil

Nel 2008 ha ricevuto il Primo Premio al Festival Internazionale di Letteratura e Libri per l'Infanzia di Algeri per Sulla testa del Buon Dio.
Laureata in lettere moderne e gestione delle risorse umane, nel 2009 ha scritto il suo primo romanzo, L'Envers des autres. Lo stesso anno lasciò di nuovo Algeri per stabilirsi a Parigi.
Nel 2017 ha ricevuto il "Premio di Stile" assegnato dal Renaudot des lycéens per il suo romanzo intitolato Nos riches.
Da settembre 2021 è residente a Villa Medici a Roma, dove lavora al suo quinto romanzo, Au vent mauvais, in cui, attraverso l'incrociarsi dei destini di tre personaggi, dipinge un grande affresco dell'Algeria, dalla colonizzazione alla lotta per l'indipendenza, fino all'estate del 1992, quando il Paese cade nella guerra civile. Questo romanzo ha ricevuto il Premio Montluc per la Resistenza e la Libertà il 7 aprile 2023.

## Opere
- Le Chuchotement des anges, il suo primo racconto, pubblicato nella raccolta di racconti Ne rien faire et autres nouvelles, edizioni Buchet/Chastel, marzo 2007
- L'Envers des autres, Arles, Francia, Actes sud, 2011 ISBN 9782742797257
- Des pierres dans ma poche, Parigi, Éditions du Seuil, 2016 ISBN 9782021302691
- Le Sixième Œuf, nouvelle sombre, Algeri, éditions Barzakh, 2011
- Nos richesses, éditions du Seuil, 2017 ISBN 9782363604507
- Les petits de Décembre, éditions du Seuil, 2019 ISBN 9782021430806
- Au vent mauvais, éditions du Seuil, 2022 ISBN 978-2-0215-0356-2

## Premi e onorificenze
- 2008 - Prix du FELIV (Festival international de la littérature et du livre de jeunesse d'Alger)
- 2008 - Prix du jeune écrivain de langue française, per Pied de vierge[6]
- 2011 - Prix littéraire de la Vocation, per L'Envers des Autres
- 2015 - Prix du roman de la fondation France-Algérie[7]
- 2017 - Prix Renaudot des lycéens per Nos richesses[8][9]
- 2017 - Prix du Style per Nos richesses
- 2018 - Prix Beur FM Méditerranée per Nos richesses
- 2018 - Choix Goncourt de l'Italie 2018 per Nos richesses.
- 2018 - Menzione speciale Prix littéraire Giuseppe Primoli per Nos richesses
- 2020 - Prix du roman métis des lycéens per Les Petits de décembre